# Crimson Peak
Pour plus de détails, voir Fiche technique et Distribution.
Crimson Peak est un film d'horreur américain écrit et réalisé par Guillermo del Toro et sorti en 2015.
Le film est décrit comme une romance gothique par son réalisateur. Ce dernier a coécrit le scénario du film avec Matthew Robbins et Lucinda Coxon. Le design du manoir de la famille Sharpe a été conçu par Thomas E. Sanders, de la cuisine jusqu'aux chambres de ce lugubre domaine. L'histoire suit trois personnages : Edith Cushing, Lucille Sharpe et Thomas Sharpe.

## Synopsis
En 1901, Edith Cushing, jeune romancière novice, vit avec son père Carter Cushing à Buffalo dans l’État de New York. Pendant son enfance, Edith a perdu sa mère atteinte d'une maladie grave, le choléra. À partir de ce jour, la jeune femme, qui possède le don de communiquer avec les défunts, est hantée par le fantôme de sa mère, qui la met en garde contre « Crimson Peak ». Cependant, Edith ne perçoit pas le sens de cette mise en garde. Le docteur Alan McMichael, l'ami d'enfance d'Edith, est de retour en ville depuis peu. Amoureux depuis longtemps de la jeune femme, il espère pouvoir la séduire et l'épouser. Dans les locaux de l'entreprise de son père, la jeune écrivaine tombe sous le charme de sir Thomas Sharpe. Baronnet anglais venu demander un prêt à son père. Sir Sharpe est venu aux États-Unis accompagné par sa sœur, Lady Lucille Sharpe, avec laquelle il vit dans le manoir d'Allerdale Hall, dans le comté de Cumbria, en Angleterre. Le gentilhomme anglais porte un intérêt certain à Edith et l'invite à danser une valse, en dépit du scepticisme affiché par sa sœur.
Les Sharpe ne paraissent pas recommandables aux yeux de Carter Cushing, si bien que ce dernier engage un détective nommé Holly afin d'enquêter sur leur passé. Les éléments troublants dont Carter est informé le poussent à éloigner Thomas Sharpe de sa fille unique. Après une confrontation dans son bureau et un chèque généreux, il somme les deux Anglais de quitter Buffalo au plus vite. Le lendemain, le père d'Edith est retrouvé sans vie dans les vestiaires de son club, le corps roué de coups et le crâne fracassé à plusieurs reprises. Edith, effondrée, se raccroche alors à Thomas, en qui elle voit son grand amour, et décide, malgré son deuil, de l'épouser et de partir vivre avec lui à Allerdale Hall. Alan, quant à lui, commence à douter de la nature de la mort de Carter Cushing qui avait été déclarée accidentelle. C'est pourquoi il contacte à son tour le détective Holly afin de prendre connaissance des informations que Cushing avait obtenues sur les Sharpe. Une fois arrivée en Angleterre, Edith saisit l'ampleur du délabrement dans lequel sombre le manoir : le toit est percé et la demeure s'enfonce dans les carrières d'argile voisines. Néanmoins, la jeune Américaine reste optimiste, semblant être heureuse de vivre avec l'homme qu'elle aime. 
Peu à peu, cependant, d'étranges phénomènes viennent troubler la quiétude de la jeune femme. Ainsi, une nuit, tandis qu'elle sort de la chambre nuptiale pour chercher son époux, elle rencontre une silhouette décharnée qui erre dans les couloirs. Effrayée par l'atmosphère sinistre de la demeure et les apparitions dont elle est le témoin, Edith désire quitter le manoir. Lucille Sharpe n'atténue pas le malaise de la nouvelle hôtesse des lieux puisque le thé qu'elle sert à Edith laisse à cette dernière un goût particulièrement amer. L'éventualité d'une mort violente survenue dans le passé à Allerdale Hall germe dans l'esprit d'Edith, qui en fait part à son mari. À la suite de cela, les Sharpe s'avèrent être soupçonneux à son égard. Toutefois, afin de faire plaisir à la jeune femme, Thomas propose à Edith de l'accompagner en ville pour aller chercher à la poste les pièces dont il a passé commande pour la conception de sa machine. Là, le tenancier remet à Edith une lettre adressée à Lady Sharpe en provenance de Milan qu'il croit lui être destinée, ce qui intrigue l'Américaine, qui ne connaît personne en Italie. Peu pressée de repartir pour Allerdale Hall, Edith parvient à convaincre Thomas de rester en ville pour la nuit ; pour la première fois, ils consomment leur mariage. De retour au manoir, Lucille réagit furieusement lorsqu'elle apprend qu'ils ont dormi ensemble et terrifie Edith en l'attaquant. Lucille trouve une justification pour son comportement, expliquant qu'elle était inquiète ; Edith voit ses soupçons se renforcer néanmoins. Plus tard, Thomas explique à celle-ci que le manoir est également appelé « Crimson Peak » en raison de l'argile rouge qui surgit du sol en hiver et donne à la neige une teinte cramoisie (crimson en anglais). Edith saisit alors le sens du message du fantôme de sa défunte mère, comprenant dès lors qu'elle est en danger.     
Dans sa chambre, Edith ouvre son courrier et lit notamment la lettre envoyée depuis Milan. Elle est intriguée par son contenu et l'occurrence du prénom « Enola ». Elle décide d'en apprendre davantage en subtilisant l'une des clefs du trousseau de Lucille, où le même nom y est inscrit. Ainsi, elle découvre dans les sous-sols du manoir les effets personnels des précédentes épouses de Thomas. Lentement, elle comprend qu'elle n'est que la dernière des « Lady Sharpe » et que le thé que lui sert Lucille depuis leur arrivée en Angleterre est empoisonné. Les trois épouses précédentes étaient elles aussi de riches héritières sans famille qui, après avoir transféré leurs biens à Thomas Sharpe, étaient assassinées. Les sommes obtenues servaient alors à entretenir le manoir et à financer les inventions du baronnet.      
Toutefois, Edith n'est pas au bout de ses découvertes puisqu'elle met au jour l'inceste qui unit Thomas et Lucille. Alors que cette dernière n'avait que quatorze ans, elle tua leur mère, qui avait compris la nature exacte des relations entre ses enfants. Bien que la culpabilité de Lucille n'ait pu être établie, le doute conduisit les autorités à séparer les enfants Sharpe : ils placèrent le frère dans un pensionnat et la sœur, dans un asile. Terrorisée et écœurée par la véritable nature des Sharpe, Edith tente de s'enfuir, mais Lucille la pousse dans le vide du hall du manoir. La chute lui casse la jambe. La sœur Sharpe lui révèle alors la passion amoureuse qui l'unit à son frère, l'enfant qui en est né et qui n'a pas survécu, malgré les soins prodigués par Enola. Edith obtient un répit lors de l'arrivée inattendue du docteur McMichael, qui l’ausculte. Après qu'Edith lui révèle le dessein de la fratrie Sharpe, celui-ci décide de s'enfuir avec elle. Mais tandis qu'ils arrivent dans le hall, Lucille poignarde Alan et ordonne à son frère de lui donner le coup de grâce. Pris de remords, Thomas décide d'aider Edith et feint de tuer Alan pour pouvoir le cacher dans les sous-sols. Thomas, qui est réellement tombé amoureux de la jeune Américaine, ne souhaite plus sa mort. Il propose à sa sœur de faire table rase de leurs agissements passés et de vivre tous les trois ensemble. Refusant de partager la passion que lui porte son frère, Lucille, dans sa rage, le tue et poursuit Edith. Dans la cour enneigée d'Allerdale Hall, les deux femmes tentent de s'entre-tuer ; Edith profite de l'inattention créée par l'apparition de Thomas, devenu fantôme, pour frapper mortellement Lucille. Le frère Sharpe disparaît sitôt ses adieux silencieux faits avec sa femme.     
Edith, portant Alan blessé, quitte Allerdale Hall, tandis que Lucille, désormais morte, est damnée à hanter ces lieux toute seule en jouant du piano à jamais.           

## Fiche technique
- Titre original et français : Crimson Peak
- Réalisation : Guillermo del Toro
- Scénario : Guillermo del Toro, Matthew Robbins et Lucinda Coxon
- Musique : Fernando Velázquez
- Direction artistique : Brandt Gordon
- Décors : Thomas E. Sanders
- Costumes : Kate Hawley
- Montage : Bernat Vilaplana
- Photographie : Dan Laustsen
- Production : Guillermo del Toro, Callum Greene, Jon Jashni et Thomas Tull
- Producteur délégué : Jillian Share Zaks
- Société de production : Legendary Pictures
- Sociétés de distribution : Universal Pictures (États-Unis), Universal Pictures International France (France)
- Budget : 55 millions de dollars[3]
- Pays de production :  États-Unis
- Langue originale : anglais
- Format : couleur — 1,85:1 — son Dolby numérique
- Genres : horreur, romance, thriller, drame
- Durée : 119 minutes
- Dates de sortie[4] :
  - États-Unis : 25 septembre 2015 (avant-première à la Fantastic Fest)
  - France : 14 octobre 2015
  - États-Unis : 16 octobre 2015
- Classification : 
  - États-Unis : Rated R (interdit aux mineurs — 17 ans et moins — non-accompagnés d'un adulte)
  - France : interdit aux moins de 12 ans

## Distribution
- Mia Wasikowska (VF : Barbara Probst ; VQ : Catherine Brunet) : Edith Cushing
- Jessica Chastain (VF : Ingrid Donnadieu ; VQ : Aline Pinsonneault) : Lady Lucille Sharpe
- Tom Hiddleston (VF : Alexis Victor ; VQ : Frédéric Millaire-Zouvi) : Sir Thomas Sharpe
- Charlie Hunnam (VF : Stéphane Pouplard ; VQ : Daniel Roy) : le Dr Alan McMichael
- Jim Beaver (VF : Jean-Yves Chatelais ; VQ : Guy Nadon) : Carter Cushing
- Leslie Hope (VF : Véronique Augereau ; VQ : Élise Bertrand) : Mme McMichael, la mère d'Alan
- Bruce Gray (VF : Philippe Ariotti ; VQ : Vincent Davy) : Ferguson
- Burn Gorman (VF : François Raison ; VQ : Sylvain Hétu) : le détective Holly
- Jonathan Hyde (VF : Jean-Bernard Guillard ; VQ : Jean-François Blanchard) : Ogilvie
- Doug Jones (VF : Béatrice Delfe) : le fantôme de Lady Cushing
- Javier Botet (VF : Marion Valantine) : les fantômes d'Enola, de Margaret et de Pamela
- Emily Coutts (VF : Zina Khakhoulia) : Eunice

Sources et légendes : version française (VF) sur RS Doublage ; version québécoise (VQ) sur Doublage.qc.ca.

Photos des acteurs principaux.
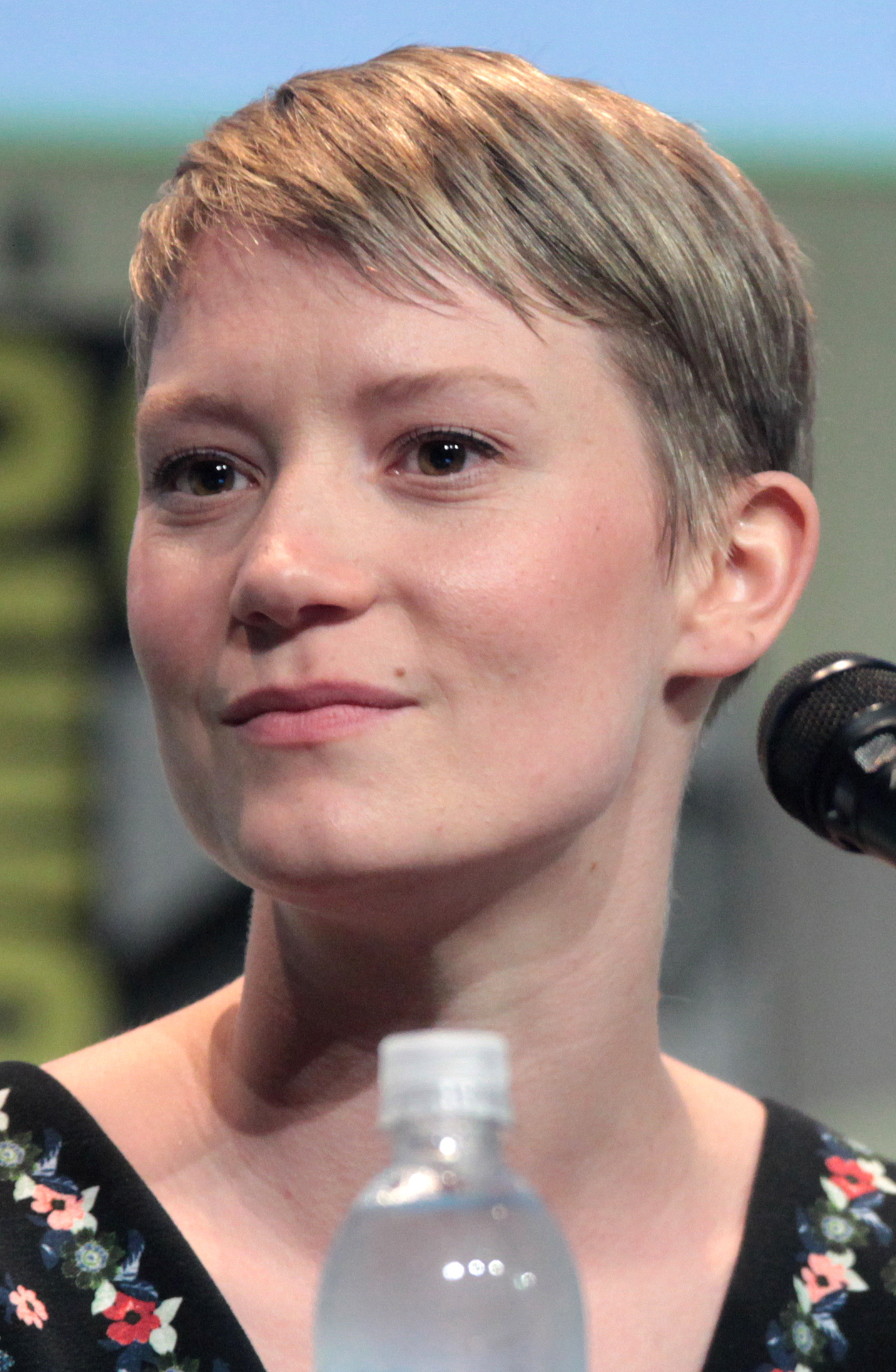
Mia Wasikowska dans le rôle d'Edith Cushing.
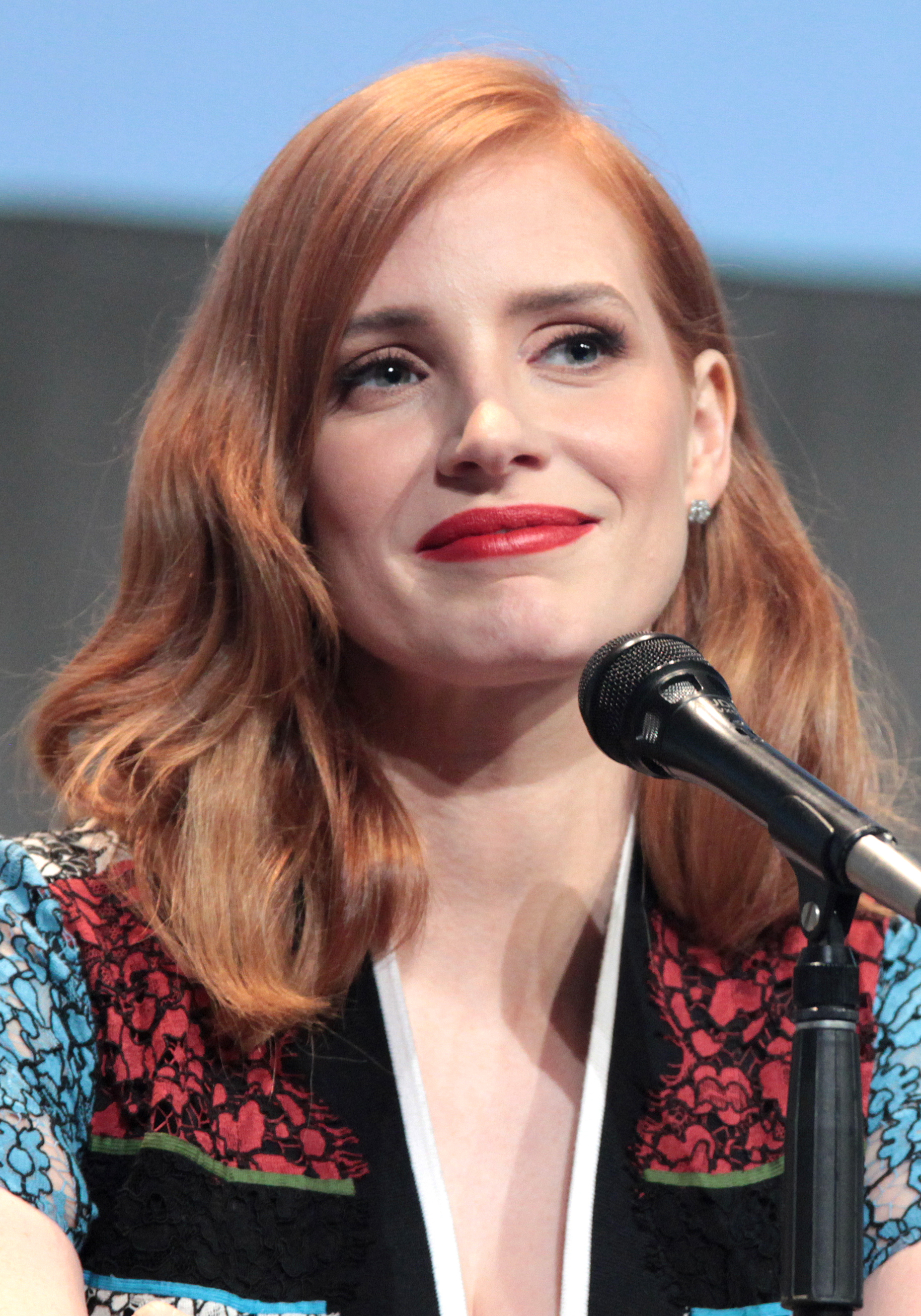
Jessica Chastain dans le rôle de Lady Lucille Sharpe.
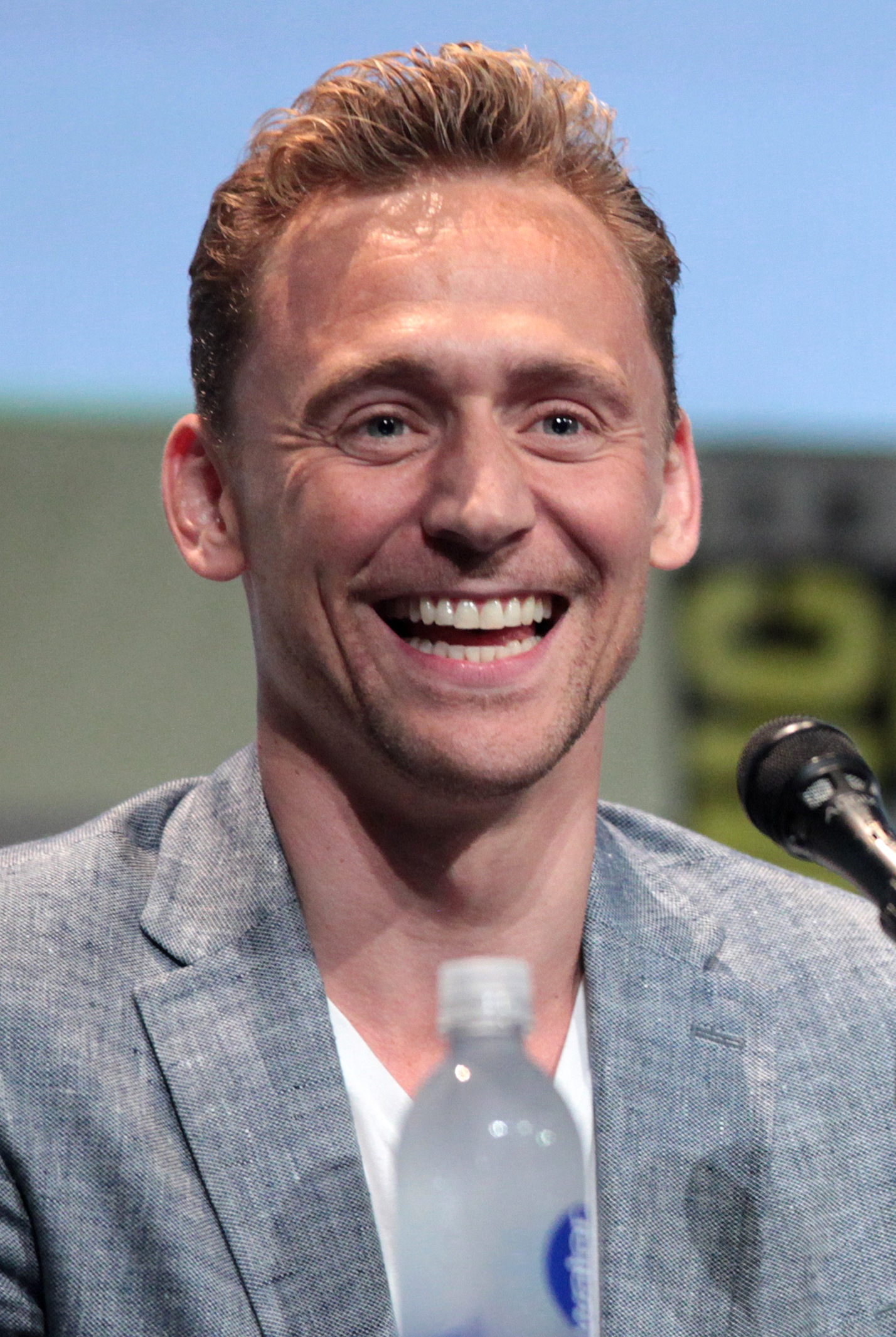
Tom Hiddleston dans le rôle de Sir Thomas Sharpe.
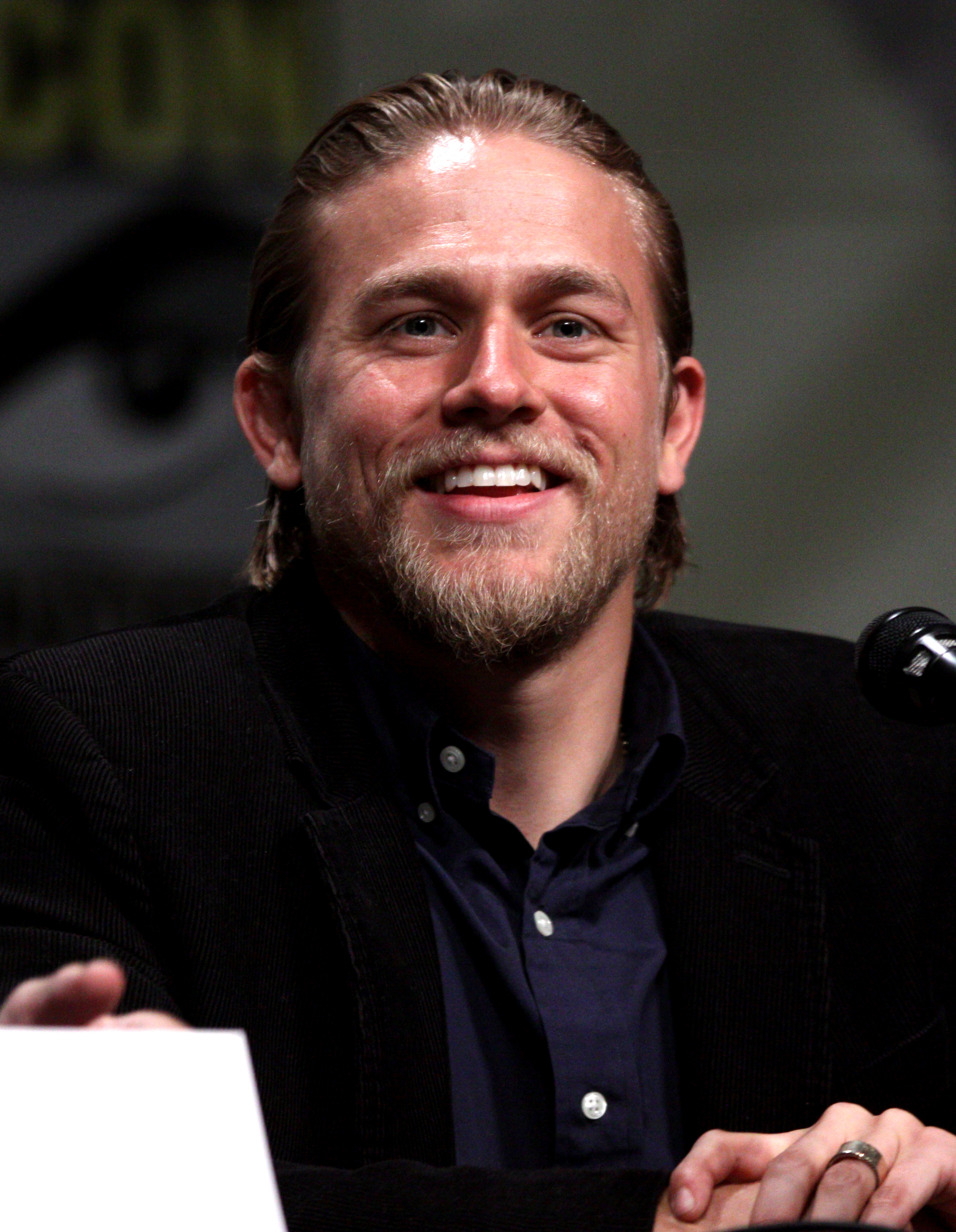
Charlie Hunnam dans le rôle du Dr. Alan McMichael.
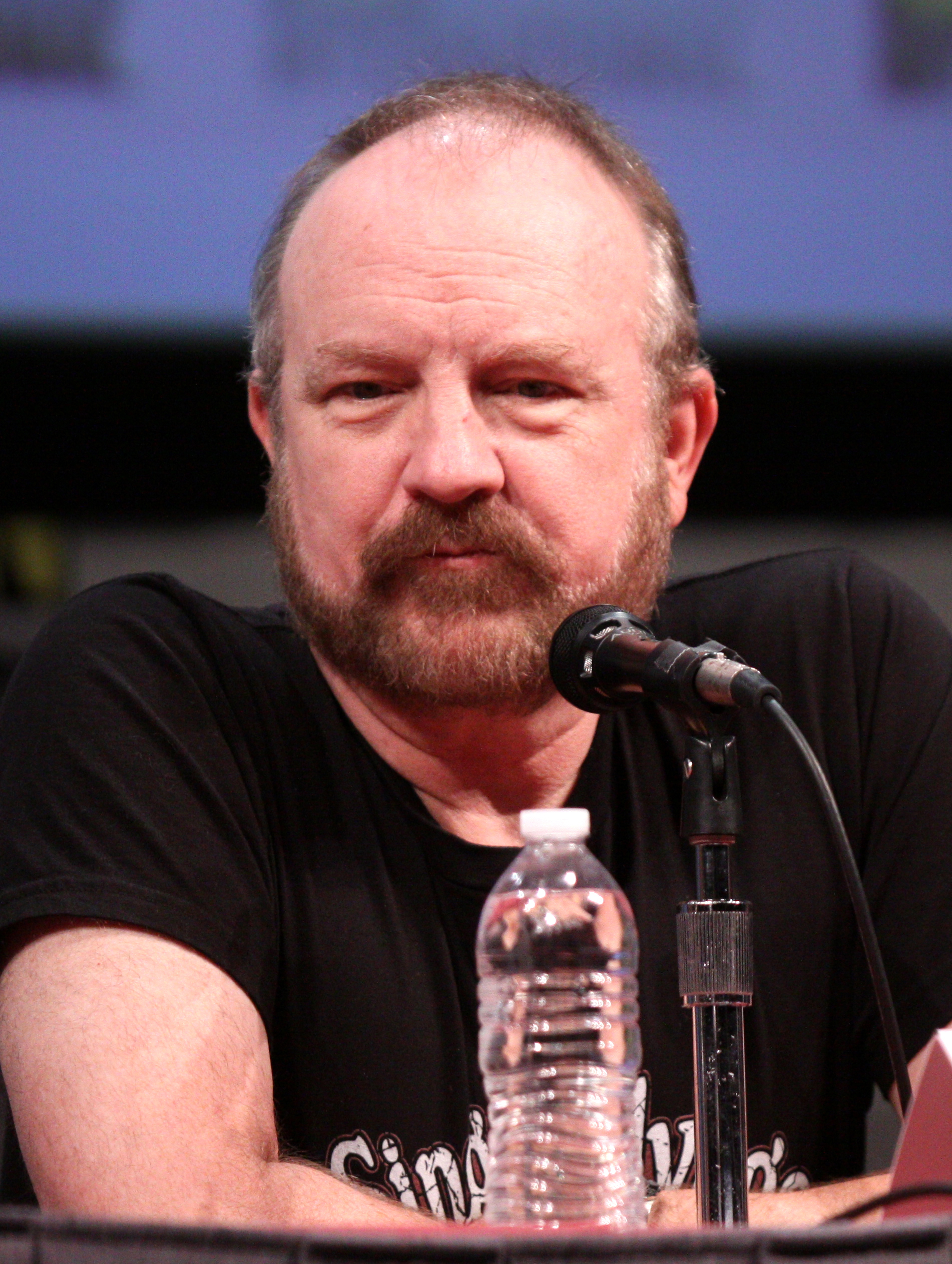
Jim Beaver dans le rôle de Carter Cushing.
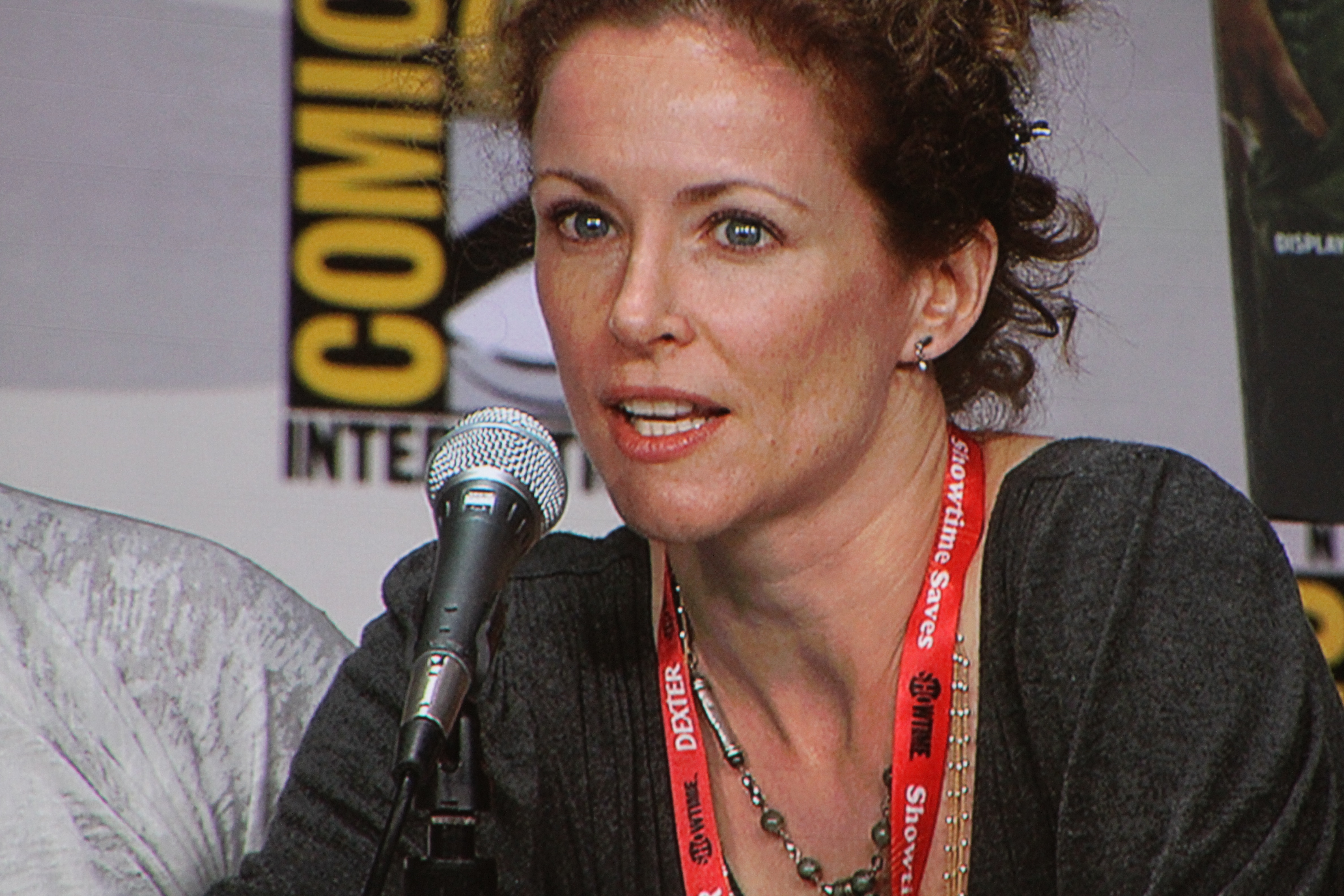
Leslie Hope dans le rôle de Mme McMichael, la mère d'Alan.
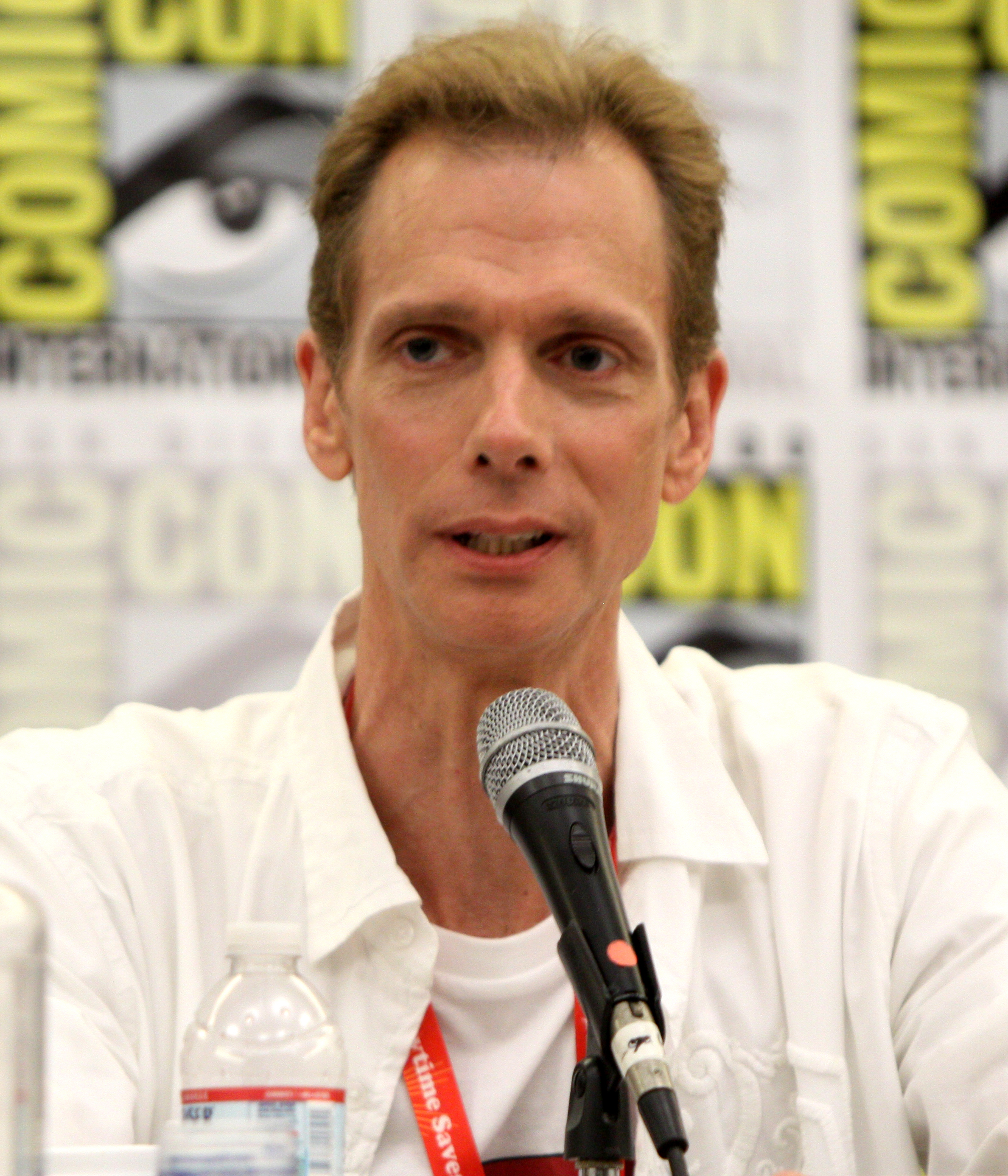
Doug Jones.

## Production

### Développement

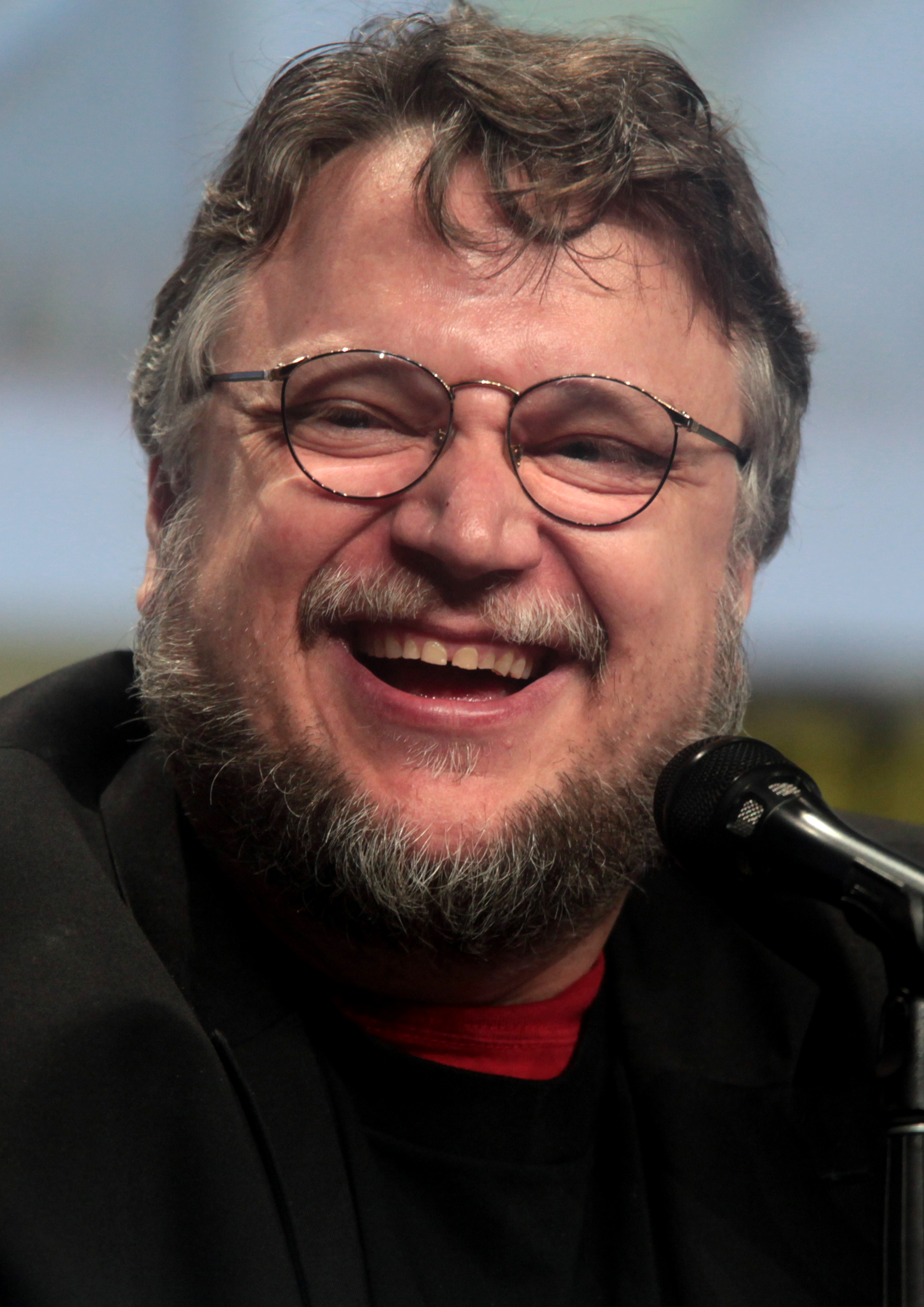
Le réalisateur Guillermo del Toro au Comic-Con de San Diego, en juillet 2014.

Guillermo del Toro et Matthew Robbins écrivent une ébauche de script après la sortie du Labyrinthe de Pan (2006). Ce script spéculatif est ensuite acheté par Donna Langley d'Universal. Guillermo del Toro repousse cependant le film pour réaliser Hellboy 2 : Les Légions d'or maudites (2008), puis à nouveau pour travailler sur le scénario du Hobbit. Donna Langley suggère alors que Guillermo del Toro produise le film et laisse le poste de réalisateur à un autre, mais il n'est pas très emballé.
Plus tard, lorsqu'il tourne Pacific Rim (2013), Guillermo del Toro noue de bons liens avec Thomas Tull et Jon Jashni, de la société Legendary Pictures. Ces derniers lui demandent ce qu'il souhaite faire après ce film. Le réalisateur leur parle alors d'un projet d'adaptation cinématographique des Montagnes hallucinées de H. P. Lovecraft, d'une version western du Comte de Monte-Cristo ainsi que de son scénario coécrit avec Matthew Robbins. Les producteurs sont séduits par ce dernier et souhaitent le produire. Guillermo del Toro parvient à un accord avec Universal pour que Legendary Pictures récupère les droits, tout en restant distributeur. Crimson Peak est le 1er film de Legendary Pictures distribué sous la bannière Universal Pictures. 
La dramaturge britannique Lucinda Coxon est ensuite engagée pour des réécritures, pour ajouter au script de la « perversité et de l'intelligence ».
Pour l'écriture, Guillermo del Toro cite comme inspirations des romans comme Les Hauts de Hurlevent d'Emily Brontë, Jane Eyre de Charlotte Brontë, Les Grandes Espérances de Charles Dickens, Rebecca de Daphné du Maurier ou encore Dragonwyck d'Anya Seton. Il ajoute bien évidemment l’œuvre d'Ann Radcliffe, pionnière du roman gothique, ainsi que le roman L'Oncle Silas de Sheridan Le Fanu. Il précise que le personnage de Mme Danvers dans le film Rebecca (1940) d'Alfred Hitchcock est également une source d'inspiration. Le réalisateur évoque également l'horreur gothique des films de Mario Bava et Terence Fisher. Il cite également des films comme Frankenstein (1931), Le Guépard (1963), Les Innocents (1961) et La Maison du diable (1963), ainsi que les peintures de John Atkinson Grimshaw et Caspar David Friedrich,.

### Attribution des rôles
Début 2013, Emma Stone est annoncée pour l'un des rôles principaux. L'acteur britannique Benedict Cumberbatch devait également faire partie de la distribution. Mais en août 2013, il est révélé qu'il quitte finalement le projet, pour des raisons inconnues. Finalement, Mia Wasikowska obtient le rôle d'Emma Stone et Tom Hiddleston celui prévu pour Benedict Cumberbatch,.
Doug Jones, habitué des films de Guillermo del Toro, jouera deux rôles dans le film.

### Tournage
Le tournage a lieu entre le 10 février 2014 et 14 mai 2014, principalement aux Pinewood Toronto Studios,. 
Le 28 avril 2013, le tournage a lieu sur Queen Street South, entre Main Street et King Street à Hamilton en Ontario,,. Des scènes sont également tournées à Kingston le 14 avril 2014.

### Musique
Albums de Fernando Velázquez
Hercule
(2014) A Monster Calls
(2016)
La musique du film est composée par l'espagnol Fernando Velázquez et interprétée par l'Orchestre Philharmonia de Londres.
Liste des titres
1. Edith's Theme (1:56)
2. My Mother's Funeral (0:50)
3. Buffalo (2:08)
4. After the Ghost (0:36)
5. Soft Hands (0:46)
6. McMichael (1:05)
7. Valse sur une berceuse anglaise (1:18)
8. Ghost I (1:41)
9. I Desperately Need Your Help (0:54)
10. The Butterfly (0:52)
11. Optician (1:26)
12. Return to Your Ghost (3:55)
13. Allerdale Hall (6:19)
14. The House (1:48)
15. What Was That (0:41)
16. Lullaby Variation (1:41)
17. The Book (0:53)
18. The Attic (1:47)
19. Ghost II (0:51)
20. Crimson Peak (0:54)
21. Ghost III (1:42)
22. I Have to Get Away from Here (1:22)
23. Letter from Italy (0:38)
24. I'm Here (3:02)
25. The Machine / The Box (1:28)
26. Bubbling Up (0:22)
27. Key's Chase (0:57)
28. You Didn't Drink Your Tea (0:58)
29. The Gramophone (3:04)
30. You Are Awake (1:40)
31. Let Me Help You (0:53)
32. We Stay Together (1:15)
33. I Know Who You Are (8:15)
34. Lucille & Showdown (10:46)
35. Finale (1:52)
36. Credits (4:11)

## Sortie et accueil

### Critique
Le film reçoit globalement des critiques plutôt positives : sur l'agrégateur américain Rotten Tomatoes il obtient 69 % d'opinions favorables pour 178 critiques recensées, sur Metacritic, Crimson Peak décroche une moyenne de 66/100, pour 37 critiques.
Sur le site français Allociné, le film obtient une 3,4/5 pour 25 titres de presse recensés. Du côté des avis positifs, Caroline Vié de 20 minutes écrit notamment que le film est « un bijou sombre et délectable ». Dans L'Obs, la critique est assez similaire : « dans le genre, un petit bijou ». Jean Serroy du Dauphiné libéré écrit quant à lui « un conte noir, traité à l’anglaise, par un maître de l’épouvante, et avec deux superbes actrices dans un registre où elles font merveille ». Dans Le Journal du dimanche, Stéphanie Belpêche souligne que « Guillermo del Toro revient au film d’épouvante avec ce mélodrame envoûtant, dont la précision de la reconstitution n’a d’égale que celle de l’interprétation des trois acteurs » et que le film est « un conte visuellement sublime et gorgé de symboles, à la mise en scène élégante ». Clémentine Gallot de Libération écrit : « malgré son marketing repoussant, ce récit sur un fil très théâtral se déploie au gré d’un talent pictural à mêler les motifs art nouveau et ceux des maîtres symbolistes ». Dans Télérama, Frédéric Strauss pense que c'est « un drame en costumes victoriens qui mêle avec extravagance un univers à la Edith Wharton (Le Temps de l'innocence) et des histoires d'esprits vengeurs ». Selon TF1, avec Crimson Peak, Guillermo del Toro est revenu au genre qu'il maîtrise « parfaitement », le film d'horreur. Mehdi Omaïs aime le film mais pointe du doigt le scénario : « bien que trop classique, voire paresseux, le scénario est miraculeusement transcendé par des décors à couper le souffle et à faire sourire les prunelles ».
Du côté des critiques négatives, on peut lire dans le magazine VSD : « Guillermo del Toro s’est mis en tête de célébrer le cinéma gothique anglais, celui des studios de la Hammer en particulier. Ici, l'héroïne s'appelle Cushing, en hommage au sieur Peter, éternel Van Helsing face à Christopher Lee/Dracula. C'est dire le niveau de références « capillotractées » dans lequel s'enlise cette lourde fresque ectoplasmique ». Sandra Benedetti de Studio Ciné Live apprécie la beauté du film mais regrette que le réalisateur le « fusille avec un scénario prévisible, un suspense éventé dès le début, des scènes horrifiques gratuites annoncées en fanfare par la musique et une fin grotesque prêtant à rire ». Dans Les Inrockuptibles, Léo Soesanto pense que « Del Toro court en vain après une histoire d'amour et des envies de lyrisme (la passion plus forte que les interdits) qui auraient pu sublimer le parcours balisé du film ». Geoffrey Crété d’Écran Large décrit le film comme étant « une carcasse flamboyante mais désespérément inoffensive et banale ».
Le célèbre auteur d'horreur Stephen King déclare que le film est « magnifique et juste foutrement terrifiant » et qu'il l'a « électrifié » autant que Evil Dead de Sam Raimi. Le fils de Stephen King, Joe Hill, le décrit quant à lui comme une version « imbibée de sang du Temps de l'innocence ».

### Box-office
| Pays ou région    | Box-office      | Date d'arrêt du box-office | Nombre de semaines |
| ----------------- | --------------- | -------------------------- | ------------------ |
| États-Unis Canada | 31 090 320 $    | 26 novembre 2015           | 6                  |
| France            | 299 112 entrées |                            |                    |
| Total mondial     | 74 679 822 $    | -                          |                    |

## Distinctions
Source : Internet Movie Database

### Récompenses
- Fright Meter Awards 2015 : meilleurs effets visuels
- Saturn Awards 2016 :
  - Meilleur film d'horreur
  - Meilleure actrice dans un second rôle pour Jessica Chastain

### Nominations
- Chicago Film Critics Association Awards 2015 : meilleure direction artistique
- Florida Film Critics Circle Awards 2015 : meilleure direction artistique / production design pour Thomas E. Sanders, Jeffrey A. Melvin et Shane Vieau
- International Film Music Critics Association Awards 2015 : meilleure musique d'un film fantastique, d'horreur ou de science-fiction pour Fernando Velázquez
- Phoenix Critics Circle Awards 2015 : meilleur film d'horreur
- Fright Meter Awards 2015 : meilleur réalisateur pour Guillermo del Toro, meilleure actrice dans un second rôle de Jessica Chastain, meilleurs maquillages, meilleure musique pour Fernando Velázquez, meilleure photographie pour Dan Laustsen
- Art Directors Guild Awards 2016 : meilleur chef décorateur d'un film d'époque pour Thomas E. Sanders
- Costume Designers Guild Awards 2016 : meilleurs costumes d'un film d'époque pour Kate Hawley
- Fangoria Chainsaw Awards 2016 : meilleur film, meilleur acteur pour Tom Hiddleston, meilleure actrice dans un second rôle de Jessica Chastain, meilleure musique pour Fernando Velázquez
- Seattle Film Critics Association Awards 2016 : meilleure direction artistique / production design pour Thomas E. Sanders, Jeffrey A. Melvin et Shane Vieau
- Washington D.C. Area Film Critics Association Awards 2015 : meilleure direction artistique / production design pour Thomas E. Sanders, Jeffrey A. Melvin et Shane Vieau